# (271) Penthesilea
(271) Penthesilea ist ein Asteroid des äußeren Hauptgürtels, der am 13. Oktober 1887 vom russisch-deutschen Astronomen Viktor Knorre an der Berliner Sternwarte in Friedrichstadt entdeckt wurde. Es war seine letzte von vier Asteroidenentdeckungen.
Der Asteroid wurde benannt nach Penthesilea, der Königin der Amazonen und Verbündeten Trojas im Trojanischen Krieg. Sie kämpfte gegen Achilleus und wurde von ihm getötet.

## Wissenschaftliche Auswertung
Aus Ergebnissen der IRAS Minor Planet Survey (IMPS) wurden 1992 Angaben zu Durchmesser und Albedo für zahlreiche Asteroiden abgeleitet, darunter auch (271) Penthesilea, für die damals Werte von 57,9 km bzw. 0,06 erhalten wurden. Mit dem Satelliten Midcourse Space Experiment (MSX) wurden 1996 bis 1997 im Rahmen der Infrared Minor Planet Survey (MIMPS) Daten gewonnen, aus denen für den Asteroiden Werte für den mittleren Durchmesser und die Albedo von 64,4 km bzw. 0,05 bestimmt wurden. Eine Auswertung von Beobachtungen durch das Projekt NEOWISE im nahen Infrarot führte 2011 zu vorläufigen Werten für den Durchmesser und die Albedo im sichtbaren Bereich von 72,0 oder 75,2 km bzw. 0,04. Nach neuen Messungen mit NEOWISE wurden die Werte 2014 auf 65,9 oder 69,0 km bzw. 0,05 oder 0,04 korrigiert. Nach der Reaktivierung von NEOWISE im Jahr 2013 und Registrierung neuer Daten wurden die Werte 2016 angegeben mit 57,4 oder 58,1 km bzw. 0,06, diese Angaben beinhalten aber hohe Unsicherheiten.
Eine spektroskopische Untersuchung von 820 Asteroiden zwischen November 1996 und September 2001 am La-Silla-Observatorium in Chile ergab für (271) Penthesilea eine taxonomische Klassifizierung als C- bzw. Ch-Typ.
Photometrische Messungen des Asteroiden fanden erstmals statt vom 1. Januar bis 17. Februar 2009 am Organ Mesa Observatory in New Mexico. Aus der während sieben Nächten aufgezeichneten Lichtkurve wurde eine Rotationsperiode von 18,787 h bestimmt. Eine Durchmusterung im Rahmen der Palomar Transient Factory (PTF) am Palomar-Observatorium in Kalifornien ab 2009 bestätigte in einer Untersuchung von 2015 die Bestimmung der Rotationsperiode von (271) Penthesilea mit einem Wert von etwa 18,87 h. Aus thermischen Infrarot-Daten wurde außerdem ein Durchmesser von 62,0 ± 0,1 km abgeleitet.
Weitere Beobachtungen von (271) Penthesilea erfolgten vom 14. Oktober bis 20. November 2012 am Preston Gott Observatory der Texas Tech University, hier wurde allerdings eine abweichende Rotationsperiode von 20,800 h abgeleitet.
In einer Untersuchung von 2016 führte die Auswertung von 7 vorliegenden Lichtkurven und weiteren Daten des United States Naval Observatory und der Catalina Sky Survey in Arizona mit der Methode der konvexen Inversion zur Erstellung eines dreidimensionalen Gestaltmodells des Asteroiden für zwei alternative Rotationsachsen mit prograder Rotation und einer Periode von 18,7875 h.
(271) Penthesilea konnte im Zeitraum April bis Juli 2016 für knapp 3 Tage während der K2-Mission des Weltraumteleskops Kepler photometrisch beobachtet werden. Es konnte dabei aber nur eine relativ ungenaue Rotationsperiode von etwa 18,6 h bestimmt werden. Im Jahr 2021 wurde aus archivierten Daten und photometrischen Messungen von Gaia DR2 erneut eine Rotationsachse mit prograder Rotation berechnet. Die Rotationsperiode wurde dabei zu 18,78747 h bestimmt.
Zwischen 2012 und 2018 wurden mit der All-Sky Automated Survey for Supernovae (ASAS-SN) auch photometrische Daten von 20.000 Asteroiden aufgezeichnet. Auf mehr als 5000 davon konnte erfolgreich die Methode der konvexen Inversion angewendet werden, darunter auch (271) Penthesilea, für die in einer Untersuchung von 2021 ein verbessertes dreidimensionales Gestaltmodell für zwei alternative Rotationsachsen mit prograder Rotation und einer Periode von 18,7873 h berechnet wurde.
Aus archivierten Daten des Asteroid Terrestrial-impact Last Alert System (ATLAS) aus dem Zeitraum 2015 bis 2018 konnte in einer Untersuchung von 2022 mit der Methode der konvexen Inversion eine Rotationsperiode von 18,7884 h bestimmt werden. Im Jahr 2023 wurde aus photometrischen Messungen von Gaia DR3 erneut ein dreidimensionales Gestaltmodell des Asteroiden für eine Rotationsachse mit prograder Rotation und einer Periode von 18,7875 h berechnet.